# Аха, Хосе
Хосе Мануэль Аха Ливчич (исп. José Manuel Aja Livchich; родился 10 мая 1993 года, Монтевидео, Уругвай) — уругвайский футболист, защитник клуба «Санта-Фе».

## Биография
Аха — воспитанник клуба «Насьональ». 30 августа 2014 года в матче против «Эль Танке Сислей» Николас дебютировал в уругвайской Примере. В 2015 году Хосе помог команде выиграть чемпионат. В начале 2016 года Аха перешёл в столичный «Расинг» на правах аренды. 7 февраля в матче против «Эль Танке Сислей» он дебютировал за новую команду. 27 февраля в поединке против «Суд Америка» Хосе забил свой первый гол за «Расинг».
21 июля 2016 года Аха на правах аренды перешёл в американский «Орландо Сити». 14 августа в матче против «Чикаго Файр» он дебютировал в MLS. 16 декабря Аха подписал с «Орландо Сити» четырёхлетний контракт.
24 февраля 2018 года Аха был обменян в «Ванкувер Уайткэпс» на $125 тыс. в целевых распределительных средствах, дополнительно «Орландо» получил бы: $100 тыс. в целевых распределительных средствах, если бы игрок находился в составе «Кэпс» в последующем сезоне, и пик второго раунда супердрафта MLS 2021, если бы он остался с клубом в сезоне 2020, также «Орландо» сохранил за собой процент от суммы возможного будущего трансфера Ахи за пределы MLS. За канадский клуб он дебютировал 17 марта в матче против «Атланты Юнайтед». 11 мая в матче против «Хьюстон Динамо» он забил свой первый гол в MLS. По окончании сезона 2018 «Уайткэпс» не продлил контракт с Ахой.
3 января 2019 года Аха подписал однолетний контракт с клубом чемпионата Чили «Унион Эспаньола».
14 февраля 2020 года Аха вернулся в MLS, подписав контракт с «Миннесотой Юнайтед». За «Миннесоту Юнайтед» он дебютировал 12 июля в матче Турнира MLS is Back против «Спортинга Канзас-Сити». Свой первый гол за «Миннесоту Юнайтед» он забил 4 ноября в матче против «Чикаго Файр». По окончании сезона 2020 «Миннесота Юнайтед» не продлила контракт с Ахой.
2 марта 2021 года Аха вернулся в чилийский чемпионат, присоединившись к «Сантьяго Уондерерс».

## Достижения
«Насьональ»
- Чемпион Уругвая — 2014/2015